# Dan-Axel Grahn
Dan-Axel Grahn (5 giugno 1994) è un ex sciatore alpino svedese.

## Biografia
Attivo dal novembre del 2009, Grahn ha esordito in Coppa Europa il 3 dicembre 2013 a Klövsjö/Vemdalen in slalom gigante, senza completare la prova; in Coppa del Mondo ha disputato due gare, a Val-d'Isère nel 2017, senza completare né lo slalom gigante del 9 dicembre né lo slalom speciale del giorno seguente. In Coppa Europa ha ottenuto il miglior piazzamento il 1º febbraio 2019 a Tignes in parallelo (17º) e ha preso per l'ultima volta il via il 7 marzo seguente a Hinterstoder in slalom gigante, senza completare la prova; si è ritirato al termine della stagione 2019-2020 e la sua ultima gara è stata uno slalom speciale FIS disputato il 1º marzo ad Almåsa. Non ha preso parte a rassegne olimpiche o iridate.

## Palmarès

### Coppa Europa
- Miglior piazzamento in classifica generale: 171º nel 2019

### Campionati svedesi
- 1 medaglia:
  - 1 bronzo (slalom speciale nel 2014)